# Грюнебах
Грюнебах (нем. Grünebach) — община в Германии, в земле Рейнланд-Пфальц.
Входит в состав района Альтенкирхен-Вестервальд. Подчиняется управлению Бецдорф. Население составляет 541 человек (на 31 декабря 2010 года). Занимает площадь 2,50 км².

## Известные уроженцы
- Бальдюс, Эдуард-Дени (1813–1889) — французский фотограф-художник.